# Walter Machado da Silva Filho
Walter Machado da Silva Filho (Ribeirão Preto, 5 de fevereiro de 1967), é um ex-futebolista e auxiliar técnico brasileiro. Atualmente, é auxiliar técnico do Flamengo Juniores. Como jogador, Walter jogava como atacante. É filho de um antigo craque rubro-negro: Wálter Machado da Silva, o Silva Batuta. Waltinho também é jogador da equipe FlaMaster do Flamengo.

## Carreira

### Como jogador
Prata da casa, Waltinho atuou no Flamengo de 1985 até 1986, tendo jogado 44 partidas pelo clube e marcado 5 gols. Depois fez carreira em Portugal, se aposentando Vitória, em 1999.

### Como auxiliar técnico
Trabalha desde 2011 nas categorias de base do Flamengo. Em 2014, tornou-se auxiliar-técnico do time de Juniores (Sub-20) do Fla.

## Títulos

### Como jogador
Flamengo
- Taça Rio: 1985 e 1986
- Campeonato Carioca: 1986
- Troféu Naranja: 1986
- Taça Associação dos Cronistas Esportivos do Rio de Janeiro: 1986
- Troféu Centenário do Linfield F.C.: 1986

### Como auxiliar técnico
Flamengo
- Taça Otávio Pinto Guimarães: 2014
- Taça Guanabara Sub-20: 2015
- Taça Rio Sub-20: 2015
- Torneio Super Clássicos Sub-20: 2015
- Campeonato Carioca Sub-20: 2015
- Copa São Paulo de Futebol Júnior: 2016